# Муллиная
Мулли́ная (чув. Мулля) — деревня в Шемуршинском муниципальном округе Чувашской Республики Российской Федерации.

## География
Находится на юге республики, в западной части района. Расположена посреди леса национального парка «Чаваш Вармане», на небольшом открытом участке местности длиной 1 км и шириной 250—450 м по правому берегу р. Бездна у места впадения в неё рек Хирла и Абамза. Абсолютная высота местности — 130—140 м. (Участок открытой местности рядом с деревней является эксклавом Татарстана и относится к Дрожжановскому району.)

## Природа
Национальный парк «Чаваш вармане» — уникальный комплекс биологических и исторических памятников природы. В лесу вокруг деревни произрастают сосны, липы, осины.
Река Бездна является памятником природы регионального значения.

## Население
| 2010 | 2012 |
| ---- | ---- |
| 21   | ↗51  |

Число жителей: в 1979 — 117 чел.; 2002 — 44 чел. (15 дворов); 2010 — 21 чел. (8 дворов).

## Инфраструктура
На берегу Бездны находится площадка активного отдыха «Çăка ӗшни» (Липовый кРай), где оборудовано место для проведения корпоративных мероприятий, имеются застеклённая беседка, песчаный и зелёный пляж, качели, футбольное поле, волейбольная площадка, шведская стенка, турники, детская игровая площадка, смотровая площадка.
Образовательных и дошкольных учреждений в деревне нет.

## Транспорт
По мосту через Хирлу на восток отходит автодорога, проходящая через посёлок Баскаки, деревню Мордовские Тюки и выходящая к автодороге «Шемурша (А151) — Шланга».
Расстояния от деревни — по прямой (и по дороге): Баскаки — 3 (3,5) км, Шемурша — 18 (23) км, Чебоксары — 139 (170) км.

## Климат
Климат территории умеренно континентальный с продолжительной холодной зимой и теплым, иногда жарким летом. Характерны поздние весенние и ранние осенние заморозки, ветры юго-восточных направлений. Абсолютный минимум температуры достигает — −45°, повышается до 38°С. Продолжительность теплого периода со среднесуточной температурой выше 0° составляет 200—210 дней.
Годовое количество осадков выпадает до 500 мм. Повторяемость засух через 3-4 года. Наибольшее количество летних осадков имеют ливневый характер и сопровождаются грозами, нередко с выпадением града. Деревня подвергается незначительному подтоплению во время паводков.

## История
Деревня основана на рубеже 1920-х/1930-х годов для освоения лесных массивов. В составе Шемуршинского района с 1937 года, за исключением периода 1962-65 гг., когда относилась к Батыревскому району.
С 2004 по 2022 гг. входила в состав Шемуршинского сельского поселения.

### Происшествия
2 марта 1942 года близ п. Муллиная в небе произошла трагедия с самолетом Р-6 Военно-воздушных сил Балтийского флота. На следующий день скончался один из четырёх членов экипажа — штурман самолета Павел Прусаков. Похоронен рядом с посёлком.